# Temeskalácsa
Temeskalácsa románul: Călacea, falu Romániában, a Bánságban, Temes megyében.

## Fekvése
Temesvártól északnyugatra, Orczyfalva és Mercyfalva közt fekvő település.

## Története
Temeskalácsa, Kalácsa, nevét 1356-ban említette először oklevél Kalacha néven.
1454-ben Kalocha néven említik az oklevelek, a Kalocsai-család birtokaként.
1723-1725 között gróf Mercy térképén Kallacs néven szerepelt, alatta pedig egy hasonló nevű puszta található. Az 1761 évi térkép Kalazka, az 1783 évi pedig Kallazo alakban említette.
1839-től a báró Sina-család, 1880-ban, pedig báró Sina Ifigenia De Castris hercegné, a 20. század elején pedig a budapesti földbirtok és telekbank volt itt birtokos.
A trianoni békeszerződés előtt Temes vármegye Vingai járásához tartozott.
1910-ben 1096 lakosából 64 magyar, 192 német, 828 román volt. Ebből 251 római katolikus, 840 görög keleti ortodox volt.

## Nevezetességek
- Görög keleti temploma - 1830 körül épült.

## Neves személyiségek
Itt született Böckl József altábornagy (1880).

## Források

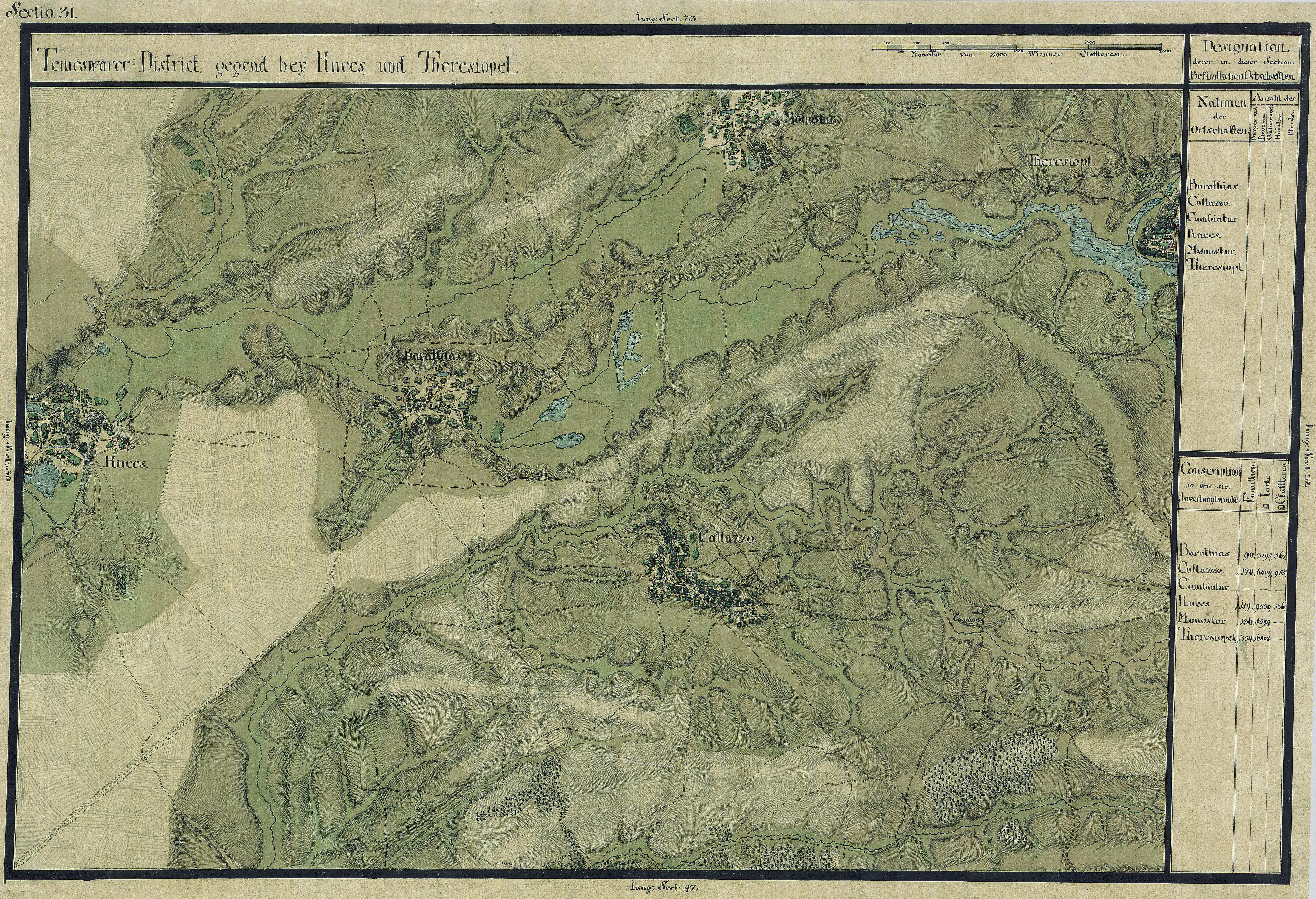
Temeskalácsa egy régi térképen